# Барфус, Вальтер
Ва́льтер Ба́рфус (нем. Walter Barfuß; 4 февраля 1955, Раублинг — 24 июля 1999, там же) — немецкий бобслеист, разгоняющий, выступал за сборную ФРГ во второй половине 1970-х годов. Участник зимних Олимпийских игр в Лейк-Плэсиде, обладатель двух бронзовых медалей чемпионатов мира, призёр многих международных турниров и национальных первенств.

## Биография
Вальтер Барфус родился 4 февраля 1955 года в коммуне Раублинг, с детства увлёкся спортом, был членом расположенного рядом спортивного клуба «ТСВ 1860 Розенхайм», где освоил профессию бобслейного разгоняющего. Со временем стал показывать неплохие результаты и вскоре присоединился к команде пилота Якоба Реша, который выступал в основном составе национальной сборной. Первого серьёзного успеха в бобслее добился в 1977 году, когда их с Решем четырёхместный экипаж, куда также вошли разгоняющие Херберт Берг и Фриц Ольвертер, занял третье место на чемпионате мира в швейцарском Санкт-Морице. Год спустя на мировом первенстве в американском Лейк-Плэсиде Барфус завоевал ещё одну бронзовую медаль, на сей раз в зачёте двоек. На чемпионате Европы был шестым.
Благодаря череде удачных выступлений в 1980 году Вальтер Барфус удостоился права защищать честь страны на зимних Олимпийских играх. Выступал в четырёхместном экипаже пилота Петера Хелля совместно с разгоняющими Хансом Вагнером и Хайнцем Буше — в итоге их команда финишировала седьмой. Вскоре после этих соревнований принял решение завершить карьеру профессионального спортсмена. Умер 24 июля 1999 года в своей родной коммуне Раублинг.